# Tierna Davidson
Tierna Lillis Davidson (* 19. September 1998 in Menlo Park, Kalifornien) ist eine US-amerikanische Fußballnationalspielerin, die von 2019 bis 2023 beim NWSL-Teilnehmer Chicago Red Stars unter Vertrag stand. Dann wechselte sie zum Gotham FC. Mit der Nationalmannschaft gewann sie 2024 die olympische Goldmedaille.

## Karriere

### Vereine
Davidson spielte von 2016 bis 2018 für das Team der Stanford University, die Stanford Cardinal. 2017 führte sie die Cardinals zur NCAA Meisterschaft. Seit der Saison 2019 spielt Davidson für die Chicago Red Stars, die sie als Gesamterste im NWSL-College-Draft 2019 wählten. Mit den Red Stars beendete sie die Punktspielrunde auf dem zweiten Platz. Im Halbfinale der Finalrunde wurden die Portland Thorns mit 1:0 bezwungen, das Finale aber mit 0:4 gegen North Carolina Courage verloren. Im März 2022 zog sie sich eine Kreuzbandverletzung zu, wodurch sie für die Saison 2022 ausfiel.
Nach 18 Einsätzen in der Saison 2023 wechselte sie zur Saison 2024 zum NJ/NY Gotham FC.

### Nationalmannschaft
Im Dezember 2015 gewann sie mit der U-20-Mannschaft als 17-Jährige die CONCACAF U-20-Meisterschaft der Frauen.
Ihren ersten Einsatz in der A-Nationalmannschaft hatte sie als Ersatz für die am Fuß verletzte Becky Sauerbrunn am 21. Januar 2018 beim 5:1-Sieg gegen Dänemark. Sie spielte dabei über 90 Minuten und bereitete in der 19. Minute das zwischenzeitliche 2:1 von Julie Ertz vor. Kurz danach nahm sie mit der U-20-Mannschaft der USA an der CONCACAF U-20-Meisterschaft der Frauen teil. Im Finale gegen Mexiko wurde sie zur zweiten Halbzeit eingewechselt und vier Minuten später gelang ihr das Tor zum 1:1-Ausgleich. Da es dabei blieb, kam es zum Elfmeterschießen, das mit 2:4 verloren wurde, wobei sie als letzte Spielerin für die USA erfolgreich war.
Beim anschließenden SheBelieves Cup 2018 im März kam sie in den drei Spielen zum Einsatz, spielte jeweils über die volle Distanz und gewann mit ihrer Mannschaft das Turnier. Auch das Tournament of Nations 2018 im Juli konnte sie mit ihrer Mannschaft gewinnen, wobei sie in den beiden Spielen gegen Brasilien und Japan wieder jeweils über 90 Minuten spielte. 
An der U-20-Fußball-Weltmeisterschaft der Frauen 2018 im August, für die sich die U-20-Mannschaft als Zweiter der CONCACAF U-20-Meisterschaft qualifiziert hatte, nahm sie nicht teil, da sie weiterhin für die A-Mannschaft nominiert wurde.

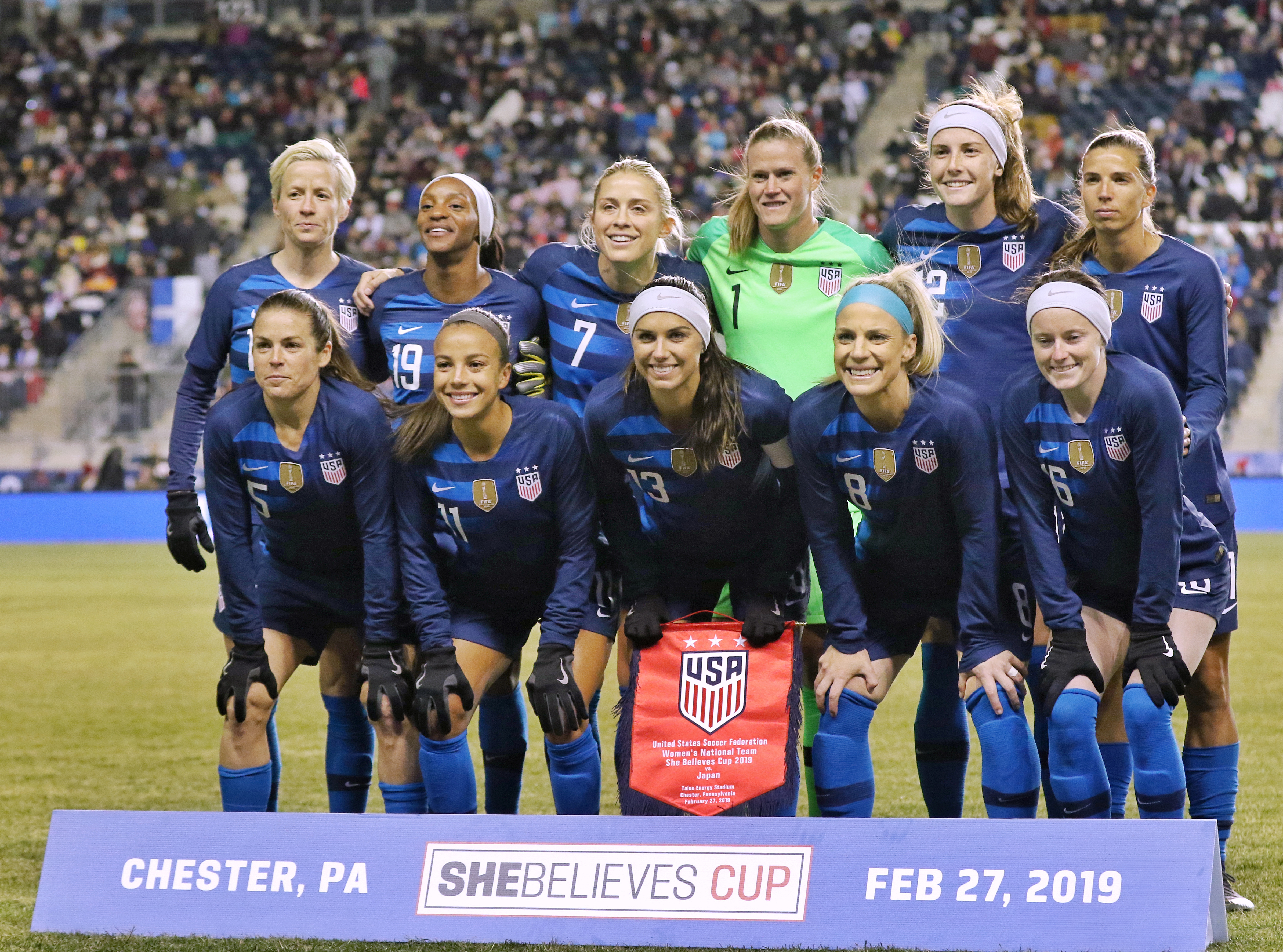
Davidson (hinten, 2. von re., Nr. 12) mit der Nationalmannschaft vor dem Spiel gegen Japan am 27. Februar 2019

Am 31. August 2018 gelang ihr dann beim 3:0-Sieg gegen Chile ihr erstes Tor für die A-Nationalmannschaft. Aufgrund eines in einem Spiel für die Cardinals erlittenen Knöchelbruchs fiel sie für den Rest des Jahres aus. Im Januar 2019 konnte sie dann für die Spiele gegen Frankreich und Spanien wieder nominiert werden, bei denen sie jeweils eingewechselt wurde. Es folgten Einsätze beim SheBelieves Cup 2019 und in den Testspielen im April.
Am 1. Mai 2019 wurde sie als jüngste Spielerin für den US-Kader der WM-2019 nominiert. Sie kam aber nur im Gruppenspiel gegen Chile zum Einsatz, als die meisten Stammspielerinnen nicht eingesetzt wurden, spielte da aber über 90 Minuten.
Am 23. Juni 2021 wurde sie für die wegen der COVID-19-Pandemie um ein Jahr verschobenen Olympischen Spiele nominiert. Bei den Spielen wurde sie nur im Viertelfinale gegen Europameister Niederlande nicht eingesetzt. Dabei war sie bei der Auftaktniederlage gegen Schweden erst in der 80. Minute beim Stand von 0:3 eingewechselt worden.
Beim Gewinn des CONCACAF W Gold Cup 2024 wurde sie in einem Gruppenspiel und allen K.-o.-Spielen eingesetzt.
Am 26. Juni 2024 wurde sie für die Olympischen Spiele in Paris nominiert. Sie kam vier der sechs Spiele ihrer Mannschaft zum Einsatz, darunter das Finale, in dem sie die Goldmedaille gewann.

## Erfolge
- 2015: Gewinn der CONCACAF U-20-Meisterschaft der Frauen
- 2017: Gewinn der NCAA Meisterschaft
- Siegerin des SheBelieves Cup 2018, 2020, 2021, 2022
- Siegerin des Tournament of Nations 2018
- Gewinn der Fußball-Weltmeisterschaft der Frauen 2019 (1 Einsatz)
- Olympische Spiele 2020: Bronzemedaille
- 2024: Gewinn des CONCACAF W Gold Cup
- Olympische Spiele 2024: Goldmedaille

## Privates
Seit März 2023 ist Davidson mit ihrer Freundin Alison verlobt.